# Драугялите-Гальдикене, Магдалена
Магдалена Гальдикене (урождённая Драугялите, лит. Magdalena Draugelytė-Galdikienė; 26 сентября 1891, Бардаускай, Российская империя — 22 мая 1979, Патнам) — литовский педагог и общественный деятель. Депутат Учредительного Сейма Литвы (1920—1922) и Сейма Литвы (1922—1927).

## Биография
Родилась 26 сентября 1891 года в селе Бардаускай Гижайской волости Сувалкской губернии Российской империи, ныне Вилкавишкский район Литвы, в семье учителя Пятраса Драугелиса. Сестра врача Елизеюса Драугелиса (1888—1981). Всего в семье было семь детей.
В 1910 году окончила Мариампольскую женскую гимназию.
В 1910—1911 годах преподавала в литовской школе в городе Либава (ныне Лиепая), в женской школе города Обяляй.
В 1912—1915 годах училась в Женском педагогическом институте в Санкт-Петербурге.
После 1915 года преподавала в Каинске, уездном городе Томской губернии (ныне город Куйбышев Новосибирской области).
В 1917 году вышла замуж за художника Адомаса Гальдикаса (1893—1969). Свадьба состоялась в Одессе. Их обвенчал священник Владас Драугелис, который в то время был викарием в Одессе.
После свадьбы вместе с мужем преподавала в литовской женской прогимназии католического просветительского общества «Жибурис», эвакуированной во время Первой мировой войны в Тамбов. В 1918 году вернулась с мужем в Литву, преподавала вместе с мужем в 1918—1920 годах в Каунасе в школе и на педагогических курсах католического просветительского общества «Сауле».
В 1919—1927 и 1928—40 годах была председателем крупнейшей тогда литовской женской организации — Литовской католической женской организации. В 1922—1930 годах была главным редактором журнала Moteris («Женщина»), выходившего в Каунасе.
В 1919 году стала депутатом Каунасского городского совета. Избрана по II (Каунасскому) избирательному округу от христианско-демократического блока в Учредительный Сейм Литвы, существовавший в 1920—1922 годах. Избиралась в Сейм Литвы I созыва по IV (Тельшяйскому) избирательному округу, во Сеймы II и III созывов — по I (Мариямпольскому) избирательному округу. В Сейме Литвы II созыва — второй секретарь в 1925—1926 годах, второй заместитель председателя в марте—июне 1926 года — единственная женщина в президиуме Сейма и высшая государственная должность, занимаемая женщиной в Литве в 1920—1940 годах. Была членом фракции Литовской христианско-демократической партии. Сейм работал до военного переворота 17 декабря 1926 года, распущен 12 апреля 1927 года.
В 1923—1936 годах — директор женской учительской семинарии и гимназии Конгрегации Святейшего Сердца Иисуса. С 1936 года — член «Католического действия».
В 1941—1944 годах во время оккупации Литвы нацистской Германией преподавала в Высшем училище прикладного искусства и Высшей технической школе в Каунасе.
В 1944 году эмигрировала с мужем в Германию, где преподавала в 1945—1947 годах. В 1947 году переехала в Париж, где была активным членом литовских благотворительных и женских организаций. В 1952 году перебралась в США в Нью-Йорк, где была активным членом литовских благотворительных и женских организаций.
После смерти мужа в 1969 году, перебралась в 1973 году в Патнам в штате Коннектикут.
Умерла 22 мая 1979 года в Патнаме в штате Коннектикут. Похоронена в Бруклине в штате Коннектикут.